# 藤原広守
藤原 広守（ふじわら の ひろもり）は、平安時代前期の貴族。藤原京家、治部少輔・藤原清敏または兵部大輔・藤原雄敏の子。官位は従五位下・伊勢権介。

## 経歴
天安2年（858年）従五位下に叙爵し、貞観2年（860年）諸陵頭に任ぜられる。
その後、貞観7年（865年）豊後守、貞観8年（866年）伊勢権介と地方官を歴任した。伊勢権介在職中の貞観10年（868年）斎宮寮史生・県当世が斎宮助・藤原豊本を斬殺する事件が発生するが、当事件に対する断罪内容が律に整合していないことを理由に、伊勢権守・藤原宜と共に贖刑に処されている。

## 官歴
『六国史』による。
- 時期不詳：正六位上
- 天安2年（858年） 正月7日：従五位下
- 貞観2年（860年） 6月5日：諸陵頭
- 貞観7年（865年） 正月27日：豊後守
- 貞観8年（866年） 2月13日：伊勢権介